# Pseudaulacaspis
Pseudaulacaspis är ett släkte av insekter. Pseudaulacaspis ingår i familjen pansarsköldlöss.

## Bildgalleri

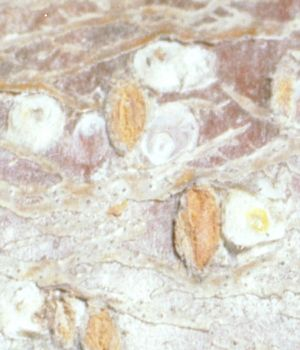

## Dottertaxa tillPseudaulacaspis, i alfabetisk ordning[1]
- Pseudaulacaspis abbrideliae
- Pseudaulacaspis australis
- Pseudaulacaspis barberi
- Pseudaulacaspis biformis
- Pseudaulacaspis brideliae
- Pseudaulacaspis brimblecombei
- Pseudaulacaspis camelliae
- Pseudaulacaspis canarium
- Pseudaulacaspis celtis
- Pseudaulacaspis centreesa
- Pseudaulacaspis chinensis
- Pseudaulacaspis cockerelli
- Pseudaulacaspis coloisuvae
- Pseudaulacaspis cordylinidis
- Pseudaulacaspis dendrobii
- Pseudaulacaspis difissata
- Pseudaulacaspis dubia
- Pseudaulacaspis ericacea
- Pseudaulacaspis ernesti
- Pseudaulacaspis eucalypticola
- Pseudaulacaspis eugeniae
- Pseudaulacaspis ficicola
- Pseudaulacaspis forsythiae
- Pseudaulacaspis frutescens
- Pseudaulacaspis grandilobis
- Pseudaulacaspis gynandropsidis
- Pseudaulacaspis hartii
- Pseudaulacaspis hilli
- Pseudaulacaspis kentiae
- Pseudaulacaspis kiushiuensis
- Pseudaulacaspis latiloba
- Pseudaulacaspis latisoma
- Pseudaulacaspis leveri
- Pseudaulacaspis loncerae
- Pseudaulacaspis manni
- Pseudaulacaspis megacauda
- Pseudaulacaspis megaloba
- Pseudaulacaspis mirabilis
- Pseudaulacaspis miyakoensis
- Pseudaulacaspis momi
- Pseudaulacaspis multiducta
- Pseudaulacaspis nishikigi
- Pseudaulacaspis nitida
- Pseudaulacaspis papayae
- Pseudaulacaspis papulosa
- Pseudaulacaspis pentagona
- Pseudaulacaspis phymatodidis
- Pseudaulacaspis poloosta
- Pseudaulacaspis polygoni
- Pseudaulacaspis ponticula
- Pseudaulacaspis prunicola
- Pseudaulacaspis samoana
- Pseudaulacaspis sasakawai
- Pseudaulacaspis simplex
- Pseudaulacaspis sordida
- Pseudaulacaspis strobilanthi
- Pseudaulacaspis subcorticalis
- Pseudaulacaspis subrhombica
- Pseudaulacaspis syzygicola
- Pseudaulacaspis taiwana
- Pseudaulacaspis takahashii
- Pseudaulacaspis tenera
- Pseudaulacaspis ulmicola
- Pseudaulacaspis varicosa
- Pseudaulacaspis xerotidis